# Hubert Thomas
Hubert Thomas, nach der Herkunft aus Lüttich auch Leodius (* 1495 zu Lüttich; † 1555/1556), war ein kurpfälzischer Geheimsekretär und frühneuzeitlicher Historiker.

## Leben
Hubert Thomas stammt aus Lüttich, weshalb er im Lateinischen Leodius oder auch Leodiensis genannt wird. Nach einer Stelle am Schlusse seiner Annalen, wo er sich im Jahre 1555 als einen 60-jährigen bezeichnet, ist er 1495 geboren. Den größten Theil seines Lebens hat Thomas im Dienste des Pfalzgrafen und späteren Kurfürsten Friedrich II. von der Pfalz verbracht. Als nämlich letzterer 1522 um die verwitwete Königin Leonore von Portugal anhalten wollte und deshalb jemanden zu der französischen Korrespondenz brauchte, machte Doktor Tetanias Frisius, bei welchem Thomas 1513–1520 gedient hatte, auf ihn aufmerksam. Thomas war seit 1520 in der kurfürstlich pfälzischen Kanzlei verwendet worden, hatte in Heidelberg geheiratet und eilte nun auf Befehl seines Fürsten mitten im Winter nach Nürnberg, wo sich Friedrich II. gerade aufhielt. Bald hatte er sich das Vertrauen des Pfalzgrafen erworben und verblieb von jetzt an in seinem Dienste. Er begleitete denselben auf seinen zahlreichen Reisen und hat auf diese Weise fast sämtliche Länder Europas gesehen. Er war drei Mal in Spanien, fünf Mal in Frankreich, ein Mal in England, den Niederlanden und Italien, nicht zu gedenken der zahllosen Kreuz- und Querzüge in Deutschland selbst, das er vom äußersten Westen bis nach Ungarn hinein, vom Süden bis nach Norden durchstreift hat. Er bekam dadurch Gelegenheit zu persönlichem Verkehr mit einer großen Anzahl der damaligen Fürsten und hervorragenden Männer, wie Kaiser Karl V., König Franz I. von Frankreich, Heinrich VIII. von England, Granvella u. a., über welche er in seinen Annalen schätzenswerte Nachrichten gibt. 1529 erkrankte Thomas Leodius während einer Pandemie an der sehr gefährlichen Englischen Schweißkrankheit, überlebte aber nach einer harten Schwitzkur. Das Vertrauensverhältnis zu seinem Fürsten änderte sich, als Friedrich II. im Jahre 1544 Kurfürst von der Pfalz wurde. Die pfälzischen Räte drängten Thomas in den Hintergrund, ohne dass jedoch der Kurfürst ihm seine Gunst entzogen hätte. In den letzten Jahren seines Lebens, die er meist in Heidelberg verbrachte, pflegte er eifrigen Verkehr mit seinem Landsmann, dem Kanzler Andreas Masius, dem Humanisten Jakob Micyllus, Lehrer der griechischen Sprache in Heidelberg u. a. Auch mit dem Humanisten und Historiker Beatus Rhenanus aus Schlettstadt wechselte er gelehrte Briefe. Viele Mühe bereitete ihm die Versorgung seiner zahlreichen Kinder. Sein Todesjahr ist nicht sicher. Doch dürfte er Ende 1555 oder in den ersten Wochen von 1556 gestorben sein, kurz vor Friedrich II. († 26. Febr. 1556), da er dessen Tod in seinen Annalen nicht mehr erzählt. Denn die am Rande stehende Angabe von dessen Tode in den Annalen ist eine Zugabe des Herausgebers. In religiösen Dingen ist Thomas offen. Während er sich dem Kardinal Pighinus in sehr devoter Form empfiehlt, nennt er doch Luther den Revocator verae religionis, quae iam diu neglecta iacuerat et obsorduerat.

## Werk
Hubert Thomas erlangt Bedeutung durch seine Vita Friedrichs II. von der Pfalz. Das Werk ist eine Darstellung des bewegten und inhaltsreichen Lebens Friedrichs II., eine wertvolle Geschichtsquelle und zugleich ein interessantes Kulturbild der ersten Hälfte des 16. Jahrhunderts. Einfach und anschaulich im Ausdruck, fesselt es den Leser durch Zuverlässigkeit der Darstellung, die biedere und ehrenhafte Art des Schriftstellers, der „durch seine Treue und aufopfernde Ergebenheit ein unschätzbarer Diener seines Herrn“ war. Die Ausgabe ist nicht sehr korrekt, weshalb Joannis eine neue veranstalten wollte. Die Vorarbeiten dazu enthält Cod. lat. nr. 819 in München. Weniger bedeutend ist seine Schrift über den Bauernkrieg: Seditionis rusticanae historia. Es ist eine abgekürzte lateinische Bearbeitung des bekannten Werkchens von Peter Harer über den Bauernkrieg. Thomas, der mit Harer befreundet war, hat dieselbe veranstaltet, um die deutsch geschriebene Schrift Harers auch den anderen Nationen Europas zugänglich zu machen. Beachtenswerter ist De Francisci a Sickingen eq. rebus gestis seu potius ausis et calamitoso obitu, ein wertvoller Abriss der Geschichte des Ritters Franz von Sickingen, von dem Verfasser selbst historiola genannt. Drei weitere Schriften sind antiquarischen Inhalts: De Tungris et Eburonibus aliisque interioris Germaniae Huberti Thomae Leodii commentarius, utilis omnibus, qui Caesaris de bello Gallico historiam recte intelligere cupiunt ist als einziges seiner Werke zu seinen Lebzeiten 1541 in Straßburg erschienen. Mit Heidelberg befassen sich zwei kleine Arbeiten, die dem Drucke der Vita als Anhang beigegeben sind: De aedificiis illustrissimi principis Friderici comitis Palatini Rheni und De Heidelbergae antiquitatibus. Dagegen ist das Chronicon breve civitatis Heydelbergae, welches ebenfalls der Vita angehängt ist, mit Unrecht unserm Verfasser beigelegt worden. Der Verfasser dieses 1613 erst entstandenen Schriftchens ist, wie Einleitung und Zitate beweisen, Marquard Freher.

### Werkverzeichnis
Sämtliche Schriften erschienen auf Latein.
- De Tungris et Eburonibus, Straßburg 1541, zu den Tungrern und Eburonen, die einzige zu seinen Lebzeiten gedruckte Schrift

die folgenden vier herausgegeben von Marquard Freher (1565–1614):
- De Heidelbergae antiquitatibus, 1599, zu den Altertümern Heidelbergs
- De Palatinorum origine, 1599, zum Ursprung der Pfalzgrafen (das erste Buch des Hauptwerks)
- Seditiones rusticanae historia, 1611, zu den Bauernaufständen
- Historiola de Francisci a Sickingen, 1611, zu Franz von Sickingen, wieder abgedruckt in: Bellum Sickinganum (Straßburg 1626)

die folgenden drei herausgegeben nach Frehers Tod durch einen Anonymus im Jahr 1624:
- Annales Palatini libris XIV continentes vitam et res gestas etc. Friderici II, comitis Palatini Rheni etc. (Frankfurt am Main 1624, mit gleicher P-Initiale beginnend wie der Druck von 1599, 2. Ausgabe 1665). Dasselbe erschien bald in deutscher Übersetzung von Hartmannus Myricianus Salinator unter dem Titel: „Spiegel des Humors großer Potentaten“ (Schleusingen 1628). Eine neue Bearbeitung desselben hat Karl Eduard von Bülow veröffentlicht mit der Bezeichnung Ein Fürstenspiegel etc. (Breslau 1849). Online
- De aedificiis, 1624, über die Bauten Friedrichs II.
- De Heidelbergae antiquitatibus, 1624, eine Neuausgabe der Schrift von 1599

einen Brief gab ein Anonymus im Jahr 1702 heraus:
- Epistola Huberti Thomae Leodii. In: Monumenta Pietatis & Literaria Virorum In Re Publica & Literaria Illustrium, Selecta, Frankfurt am Main 1702, S. 274 f. Brief Thomas’ an Beatus Rhenanus.

einige Briefe gab Andreas Lamey (1726–1802) heraus:
- Epistolae Palatinae. In: Acta Academiae Theodoro-Palatinae 7 hist. (1794), S. 302–394, darin Briefe Thomas’ an Andreas Masius.

## Belege
1. ↑  Johann Heinrich Dierbach: Beiträge zur medicinischen Geschichte der Stadt Heidelberg. In: Heidelberger klinische Annalen 7 (1831), S. 493–509, bes. S. 503 (Google-Books).
2. 1 2 3  Karl Hartfelder: Leodius, Hubertus (Thomas). In: Allgemeine Deutsche Biographie (ADB). Band 18, Duncker & Humblot, Leipzig 1883, S. 295 f.
3. ↑  Ludwig Häusser: Geschichte der rheinischen Pfalz I, 2. Ausgabe, Heidelberg 1856, zu Thomas S. 563–564.

| Personendaten    | Personendaten                             |
| ---------------- | ----------------------------------------- |
| NAME             | Thomas, Hubert                            |
| ALTERNATIVNAMEN  | Leodius, Hubert Thomas                    |
| KURZBESCHREIBUNG | pfälzischer Geheimsekretär und Historiker |
| GEBURTSDATUM     | 1495                                      |
| GEBURTSORT       | Lüttich                                   |
| STERBEDATUM      | 1555 oder 1556                            |